# Buffalo Springfield
A Buffalo Springfield  amerikai/kanadai rockegyüttes volt 1966-tól 2012-ig. Tagjai közül Neil Young és 
Stephen Stills egyénileg is világhírűek lettek. 
Az együttes For What It's Worth című, 1967-es dala az 1960-as évek egyik emlékezetes felvételévé vált: a 2021. júliusáig közel 60 millióan tekintették meg a videót a YouTube-on. 

## Története
Az együttes 1966-ban alakult meg Los Angelesben. Folk-rockot és country rockot játszottak, de a pszichedelikus rock műfajában is jelen voltak. Mindössze két évig működtek: 1966-tól 1968-ig, majd hosszú szünet után megint összeálltak, és 2010-től 2012-ig tevékenykedtek. Az együttes 2012-ben véglegesen feloszlott.
Az együttes második nagylemeze, a Buffalo Springfield Again bekerült az 1001 lemez, amit hallanod kell, mielőtt meghalsz című könyvbe.

## Díjai, elismerései
Bekerültek a Rock and Roll Hall of Fame-be is.

## Tagjai
- Richie Furay
- Stephen Stills
- Neil Young
- Dewey Martin
- Bruce Palmer
- Jim Messina
- Doug Hastings
- Ken Koblun
- Jim Fielder

## Diszkográfiája

### Stúdióalbumok
- Buffalo Springfield (1966)
- Buffalo Springfield Again (1967)
- Last Time Around (1968)

## Egyéb kiadványok

### Válogatáslemezek
- Retrospective: The Best of Buffalo Springfield (1969)
- Buffalo Springfield (1973)
- Buffalo Springfield (díszdobozos kiadás, 2001)